# Gornji Krnjin
Gornji Krnjin en serbe latin et Kërnin i Epërm en albanais (en serbe cyrillique : Горњи Крњин) est une localité du Kosovo située dans la commune/municipalité de Leposavić/Leposaviq, district de Mitrovicë/Kosovska Mitrovica. Selon des estimations de 2009 comptabilisées pour le recensement kosovar de 2011, elle compte 268 habitants, dont une majorité de Serbes.

## Géographie
Gornji Krnjin/Kërnin i Epërm est situé à 4 km au nord-ouest de Leposavić/Leposaviq, sur la rive gauche de la rivière Ibar.

## Démographie

### Évolution historique de la population dans la localité
| 1948 | 1953 | 1961 | 1971 | 1981 | 1991 | 2009 |
| ---- | ---- | ---- | ---- | ---- | ---- | ---- |
| 423  | 437  | 430  | 345  | 301  | 275  | 268  |

|  |